# Chrysoperla nipponensis
Chrysoperla nipponensis (syn. C. sinica) is een insect uit de familie van de gaasvliegen (Chrysopidae), die tot de orde netvleugeligen (Neuroptera) behoort. 
Chrysoperla nipponensis is voor het eerst wetenschappelijk beschreven door Okamoto in 1914. De soort komt voor in China, Japan, Korea, de Filipijnen en het oosten van Rusland.
De soort wordt veel ingezet in de biologische bestrijding van insectenplagen. De larven eten namelijk van bladluizen, rupsen en eitjes van vlinders, witte vliegen en andere zachte geleedpotigen. De soort staat erom bekend dat hij een behoorlijk eind kan trekken. Onder gunstige omstandigheden kan het diertje enkele tientallen kilometers afleggen. Dit is opmerkelijk omdat de meeste gaasvliegen zwakke vliegers zijn.